# 어스시의 마법사 (드라마)
《어스시의 마법사》(영어: Earthsea)는 2004년 12월 13일부터 14일까지 2일에 걸쳐 미국의 Syfy에서 방송된 2부작 미니시리즈이다. 어슐러 르 귄의 소설 《어스시》의 영상화 작품이다. 로버트 리버먼이 감독을 맡았으며, 개빈 스콧이 각본을 맡았다. 숀 애슈모어가 주인공 게드를 연기하였다.

## 한국판 성우진(KBS)
- 양석정 - 게드(숀 애슈모어)
- 정미경 - 테나(크리스틴 크룩)
- 송도영 - 샤르(이사벨라 로셀리니)
- 노민 - 오지언(대니 글로버)
- 윤세웅 - 재스퍼(마크 힐드레스)
- 설영범 - 타이가스 왕(세바스찬 로체)
- 임은정 - 코실(재니퍼 캘버트)
- 탁원제 - 두내인(데이브 워드) / 게드의 아버지
- 김소형 - 베치(크리스 고티어)
- 변현우 - 스키오치(알레산드로 줄리아니)
- 송정희 - 로자(에밀리 햄프셔)
- 안영아 - 페넬로페(헤더 로라 그레이)